# Nøstvet- en Lihultcultuur
De Nøstvetcultuur (ca. 6200 v.Chr. - 3200 v.Chr.) en de Lihultcultuur zijn twee sterk op elkaar lijkende mesolithische culturen uit de Scandinavische prehistorie die de eerdere Fosna-Hensbackacultuur opvolgden, maar de cultuur is zo veranderlijk dat het meer een traditie is dan een archeologische cultuur.
De Nøstvetcultuur verscheen rond de Oslofjord en langs de kust van Noorwegen tot aan Trøndelag, terwijl de Lihultcultuur in Zweden wordt aangetroffen. Soms duikt de naam Sandarnacultuur op als de naam van een tussenvorm tussen de Zweedse Hensbacka- en Lihultculturen. De naam is ontleend aan een nederzetting die dicht bij Göteborg is gevonden (ca. 7000 v.Chr.–5000 v.Chr.).
De Nøstvetmensen woonden in open nederzettingen en op vlakke rotsen. Ze gebruikten geslepen bijlen en microlieten van diverse steensoorten, zoals kwarts, kwartsiet en vuursteen. Ze leefden vooral van de jacht op zeevogels en zeedieren maar ook van visserij en verzamelen. De omvang van de nederzettingen nam in de loop der tijd toe, wat wijst op bevolkingsgroei en een minder nomadisch bestaan.
In het zuiden grensden de culturen eerst aan de Kongemosecultuur (ca. 6000 v.Chr. – 5200 v.Chr.) en later aan de Ertebøllecultuur (ca. 5200 v.Chr. – 4000 v.Chr.).
Tussen 4000 en 3200 v.Chr. werden de Nøstvet- en Lihultculturen opgevolgd door de trechterbekercultuur en de pitted-warecultuur.